# بخارادوزی
بخارا دوزی از هنرهای دستی ایران و خراسان بزرگ است که در دوره‌های تاریخی سلجوقیان، ایلخانی، تیموری و صفویه رواج داشته است. هنرمندان بخارایی به‌دلیل وفور پنبه و ابریشم در شهر بخارا، شیوه‌ای در رودوزی‌ها ابداع کردند که به بخارادوزی معروف شد.